# Riddles of the Sphinx
Pour plus de détails, voir Fiche technique et Distribution.
Riddles of the Sphinx est un film expérimental et féministe de 1977 écrit et réalisé par Laura Mulvey et Peter Wollen. Il est produit par le British Film Institute. La musique électronique est de Mike Ratledge de Soft Machine, qu'il joue sur un prototype de synthétiseur inventé et mis au point par son ami Denys Irving.

## Contexte
Riddles of the Sphinx  est le premier film réalisé après les premiers écrits et critiques féministes sur le cinéma. Il s'agit d'un film expérimental et féministe, réalisé par Laura Mulvey pour mettre en pratique ses propres écrits sur le regard masculin et la scopophilie. Laura Mulvey a publié en 1975, Visual pleasure and narrative cinema où elle explique que le cinéma hollywoodien répond au désir du spectateur masculin de regarder les femmes. Le film de Laura Mulvey est « une tentative de fusionner les formes modernes avec un récit explorant le féminisme et la théorie psychanalytique » . Le film cherche à créer un langage féministe pour le cinéma en dehors des normes narratives traditionnelles. 
Laura Mulvey pense que, si le cinéma dominant produit du plaisir à travers la scopophilie qui favorise le regard masculin et la fétichisation des femmes, alors le cinéma alternatif doit construire différentes formes de plaisirs basées sur des relations psychiques dans une perspective féministe. Le film se concentre sur la vie d'une femme à travers son quotidien  domestique par des panoramiques à 360 degrés qui se déplacent lentement à partir du personnage sans le filmer. La voix d'une femme est perçue mais n'est pas identifiable en tant que personnage particulier, ce qui souligne davantage « le discours perdu de l'inconscient du personnage féminin ».  Plutôt que d'utiliser une voix off conventionnelle, Laura Mulvey a recours à plusieurs voix, celle de Louise ses amis et collègues, ce qui, selon Laura Mulvey, est destiné à être « un retour constant au personnage féminin, non pas comme une image visuelle, mais comme un sujet d'enquête, un contenu qui ne peut être considéré que dans le cadre des lignes esthétiques posées par la pratique cinématographique traditionnelle ». 

## Description
Le film se compose de 13 scènes, dont la majorité sont tournées dans de longs panoramiques à 360 degrés dans les espaces de la vie quotidienne de Louise, personnage principal. Louise fait partie de la classe moyenne. Elle vit dans une maison et s'occupe de son enfant. Les scènes passent de l'intimité de la maison à la crèche de l'enfant, au lieu de travail et sur un rond-point de Londres. Ces scènes sont interrompues par des séquences de Laura Mulvey parlant directement à la caméra et racontant le mythe d'Œdipe rencontrant le Sphinx. La bande originale, réalisée par Mike Ratledge, respecte les approches formelles expérimentales avec des sons de la vie quotidienne synchronisés ou de la musique de synthé classique.  
Dans une scène Louise visualise un film sur Mary Kelly et son œuvre Document Post-partum.

## Fiche technique
- Titre : Riddles of the Sphinx
- Réalisation : Laura Mulvey et Peter Wollen
- Scénario : Laura Mulvey et Peter Wollen
- Musique : Mike Ratledge
- Photographie : Diane Tammes
- Montage : Carola Klein et Larry Sider
- Société de production : British Film Institute
- Pays :  Royaume-Uni
- Genre : Drame
- Durée : 92 minutes
- Dates de sortie : 
  -  Royaume-Uni : 1977
  -  France : 13 juin 1979

## Distribution
- Dinah Stabb : Louise
- Merdelle Jordine  : Maxine
- Riannon Tise : Anna
- Clive Merrison : Chris
- Marie Green : l'acrobate
- Paula Melbourne : l'artiste à la corde
- Crisse Trigger : le jongleur
- Mary Maddox : voix off
- Laura Mulvey : voix off

## Réception
Le BFI commente que « Riddles of the Sphinx est un film visuellement accompli et intellectuellement rigoureux. Il est l'un des films d'avant-garde les plus importants en Grande-Bretagne au cours des années 1970 ». 
Selon Maggie Humm (en) dans Feminism and Film, « la théorie d'Althusser (l'idéologique State Apparatus (ISA) ) a aidé Laura Mulvey à clarifier les mécanismes systématiques par lesquels les désirs cinématographiques fonctionnent, mécanismes qu'elle a essayé de déconstruire avec les techniques brechtiennes dans ses propres films, en particulier dans Riddles of the Sphinx . " 
Patricia Erens dans Issues in Feminist Film Criticism note que « Riddles of the Sphinx exhume une voix féminine qui a été réprimée par le patriarcat, mais qui est néanmoins restée intacte pendant des milliers d'années au niveau inconscient ».